# Чачалака колумбійська
Чачалака колумбійська (Ortalis columbiana) — вид куроподібних птахів родини краксових (Cracidae).

## Поширення
Ендемік Колумбії, де він зник з більшої частини свого ареалу на схилах над долиною Каука від північної Антіокії на південь до Кауки та в долині Магдалени від Кундинамарки до Уїли. Сучасна популяція обмежуються фрагментованими ділянками вологого лісу, узліссями та чагарниками на висоті від 100 до 2500 м.

## Опис
Птах завдовжки до 53 см. Його оперення має хроматичний малюнок із сірувато-коричневою спинкою; нижня частина тіла переважно бурого кольору, з білими лусочками на грудях і шиї, а нижня частина живота біла. На голові видно світло-сірі тони, які на лобі стають білястими. Хвіст коричневий, але має червону смугу. Ноги рожеві.